# Cykling vid olympiska sommarspelen 2004
Cykling under Olympiska sommarspelen 2004 i Aten innehöll landsvägs- och bancykling samt mountainbike för herrar och damer. Bancyklingen hölls i Athens Olympic Velodrome, terrängcyklingen i Parnitha Olympic Mountain Bike Venue och landsvägscyklingen följde Kotzia Square (för linjeloppen) och Vouliagmeni Olympic Centre (för tempoloppen). 

## Resultat

### Medaljtabell
| Pl.    | Nation         | Guld | Silver | Brons | Totalt |
| ------ | -------------- | ---- | ------ | ----- | ------ |
| 1      | Australien     | 6    | 2      | 2     | 10     |
| 2      | Ryssland       | 2    | 2      | 1     | 5      |
| 3      | Storbritannien | 2    | 1      | 1     | 4      |
| 4      | Tyskland       | 1    | 1      | 4     | 6      |
| 5      | Nederländerna  | 1    | 1      | 2     | 4      |
| 6      | USA            | 1    | 1      | 1     | 3      |
| 6      | Frankrike      | 1    | 1      | 1     | 3      |
| 8      | Kanada         | 1    | 1      | 0     | 2      |
| 9      | Italien        | 1    | 0      | 0     | 1      |
| 9      | Nya Zeeland    | 1    | 0      | 0     | 1      |
| 9      | Norge          | 1    | 0      | 0     | 1      |
| 12     | Spanien        | 0    | 3      | 2     | 5      |
| 13     | Schweiz        | 0    | 1      | 1     | 2      |
| 14     | Kina           | 0    | 1      | 0     | 1      |
| 14     | Japan          | 0    | 1      | 0     | 1      |
| 14     | Mexiko         | 0    | 1      | 0     | 1      |
| 14     | Portugal       | 0    | 1      | 0     | 1      |
| 18     | Belarus        | 0    | 0      | 1     | 1      |
| 18     | Belgien        | 0    | 0      | 1     | 1      |
| 18     | Colombia       | 0    | 0      | 1     | 1      |
| Totalt | Totalt         | 18   | 18     | 18    | 54     |

## Medaljörer

### Landsvägscykling
| Event                           | Guld                               | Silver                      | Brons                    |
| Herrarnas linjelopp Detaljer... | Paolo Bettini Italien              | Sérgio Paulinho Portugal    | Axel Merckx Belgien      |
| Damernas linjelopp Detaljer...  | Sara Carrigan Australien           | Judith Arndt Tyskland       | Olga Slyusareva Ryssland |
| Herrarnas tempolopp Detaljer... | Tyler Hamilton USA                 | Viatcheslav Ekimov Ryssland | Bobby Julich USA         |
| Damernas tempolopp Detaljer...  | Leontien van Moorsel Nederländerna | Deirdre Demet-Barry USA     | Karin Thürig Schweiz     |

### Bancykling
| Event                                 | Guld                                                            | Silver                                                                | Brons                                                            |
| Herrarnas förföljelse Detaljer...     | Bradley Wiggins Storbritannien                                  | Brad McGee Australien                                                 | Sergi Escobar Spanien                                            |
| Damernas förföljelse Detaljer...      | Sarah Ulmer Nya Zeeland                                         | Katie Mactier Australien                                              | Leontien van Moorsel Nederländerna                               |
| Herrarnas lagförföljelse Detaljer...  | Australien Graeme Brown Brett Lancaster Brad McGee Luke Roberts | Storbritannien Steve Cummings Rob Hayles Paul Manning Bradley Wiggins | Spanien Carlos Castaño Sergi Escobar Asier Maeztu Carlos Torrent |
| Herrarnas sprint Detaljer...          | Ryan Bayley Australien                                          | Theo Bos Nederländerna                                                | René Wolff Tyskland                                              |
| Damernas sprint Detaljer...           | Lori-Ann Muenzer Kanada                                         | Tamilla Abassova Ryssland                                             | Anna Meares Australien                                           |
| Herrarnas lagsprint Detaljer...       | Tyskland Jens Fiedler Stefan Nimke René Wolff                   | Japan Toshiaki Fushimi Masaki Inoue Tomohiro Nagatsuka                | Frankrike Mickaël Bourgain Laurent Gané Arnaud Tournant          |
| Damernas tidslopp 500 m Detaljer...   | Anna Meares Australien                                          | Jiang Yonghua Kina                                                    | Natallia Tsylinskaya Belarus                                     |
| Herrarnas tidslopp 1000 m Detaljer... | Chris Hoy Storbritannien                                        | Arnaud Tournant Frankrike                                             | Stefan Nimke Tyskland                                            |
| Herrarnas poänglopp Detaljer...       | Michail Ignatiev Ryssland                                       | Joan Llaneras Spanien                                                 | Guido Fulst Tyskland                                             |
| Damernas poänglopp Detaljer...        | Olga Slyusareva Ryssland                                        | Belem Guerrero Méndez Mexiko                                          | María Luisa Calle Colombia                                       |
| Herrarnas keirin Detaljer...          | Ryan Bayley Australien                                          | José Antonio Escuredo Spanien                                         | Shane Kelly Australien                                           |
| Herrarnas Madison Detaljer...         | Australien Graeme Brown Stuart O'Grady                          | Schweiz Franco Marvulli Bruno Risi                                    | Storbritannien Rob Hayles Bradley Wiggins                        |

### Terrängcykling
| Event                             | Guld                         | Silver                       | Brons                        |
| Herrarnas terränglopp Detaljer... | Julien Absalon Frankrike     | José Antonio Hermida Spanien | Bart Brentjens Nederländerna |
| Damernas terränglopp Detaljer...  | Gunn-Rita Dahle Flesjå Norge | Marie-Hélène Prémont Kanada  | Sabine Spitz Tyskland        |